# Rega (rijeka)
Rega je rijeka u Poljskoj. Duga je 168 km te se ulijeva u Baltičko more. U Regu se ulijevaju rijeke Brzeźnicka Węgorza, Uklerja, Stara Rega, Reska Węgorza, Mołstowa, Rekowa. Protječe kroz naselja Świdwin, Łobez, Resko, Płoty, Gryfice, Trzebiatów.

## Vanjske poveznice
|  | Zajednički poslužitelj ima još gradiva o temi Rega (rijeka) |